# 1995년 FIFA 여자 월드컵 예선
이 문서는 1995년 FIFA 여자 월드컵의 지역 예선에 관한 문서이다.

## 예선 그룹

### 남미 축구 연맹(CONMEBOL)
- 브라질(우승 팀) 본선 진출.

### 북중미카리브 축구 연맹(CONCACAF)
- 미국(우승 팀),  캐나다(준우승 팀) 본선 진출.

### 아시아 축구 연맹(AFC)
- 중화인민공화국(우승 팀),  일본(준우승 팀) 본선 진출.

### 아프리카 축구 연맹(CAF)
- 나이지리아(우승 팀) 본선 진출.

### 오세아니아 축구 연맹(OFC)
- 오스트레일리아(우승 팀) 본선 진출.

### 유럽 축구 연맹(UEFA)
- 독일(우승 팀),  스웨덴(준우승 팀),  잉글랜드(공동 3위 팀),  노르웨이(공동 3위 팀) 본선 진출.
- 덴마크는 UEFA 여자 유로 1995 예선 플레이오프에서 탈락한 팀들 중에서 성적이 가장 높아 추가로 본선 진출.

## 본선 진출국
| 팀             | 본선 진출 경로                               | 본선 진출 횟수 | 연속 진출 횟수 | 마지막 진출 | 역대 최고 성적   |
| -------------- | -------------------------------------------- | -------------- | -------------- | ----------- | ---------------- |
| 나이지리아     | 1995년 아프리카 여자 축구 선수권 대회 우승   | 2회            | 2회            | 1991        | 조별 리그 (1991) |
| 노르웨이       | UEFA 여자 유로 1995 공동 3위                 | 2회            | 2회            | 1991        | 준우승 (1991)    |
| 덴마크         | UEFA 여자 유로 1995 5위                      | 2회            | 2회            | 1991        | 8강 (1991)       |
| 독일           | UEFA 여자 유로 1995 우승                     | 2회            | 2회            | 1991        | 4위 (1991)       |
| 미국           | 1994년 CONCACAF 여자 축구 선수권 대회 우승   | 2회            | 2회            | 1991        | 우승 (1991)      |
| 브라질         | 1995년 남미 여자 축구 선수권 대회 우승       | 2회            | 2회            | 1991        | 조별 리그 (1991) |
| 스웨덴         | 개최국, UEFA 여자 유로 1995 준우승           | 2회            | 2회            | 1991        | 3위 (1991)       |
| 오스트레일리아 | 1994년 OFC 여자 축구 선수권 대회 우승        | 1회            | 1회            | 첫 출전     | 첫 출전          |
| 일본           | 1994년 아시안 게임 축구 여자부 준우승        | 2회            | 2회            | 1991        | 조별 리그 (1991) |
| 잉글랜드       | UEFA 여자 유로 1995 공동 3위                 | 1회            | 1회            | 첫 출전     | 첫 출전          |
| 중화인민공화국 | 1994년 아시안 게임 축구 여자부 우승          | 2회            | 2회            | 1991        | 8강 (1991)       |
| 캐나다         | 1994년 CONCACAF 여자 축구 선수권 대회 준우승 | 1회            | 1회            | 첫 출전     | 첫 출전          |